# منتخب المغرب لكرة اليد
منتخب المغرب لكرة اليد هو الممثل الرسمي لدولة المغرب في المحافل القارية والعالمية، في لعبة كرة اليد، و خصوصا في منافسات بطولة أفريقيا وبطولة العالم. هو تحت وصاية الجامعة الملكية المغربية لكرة اليد، التي تأسست سنة 1960.

## تاريخ
أهم إنجاز إفريقي للمنتخب المغربي كان مرتبة ثالثة في كأس أفريقيا 2006، التي أقيمت في تونس، بعد تفوقه على أنغولا في مباراة الترتيب 26-25. شارك المغرب في 7 نسخ كأس عالم، منها 5 متتالية (بين 1995 و 2003) و لم يتمكن قط من تجاوز الدور الأول. أحسن إنجاز للمنتخب كان المرتبة 17 في نسخة 1999 التي أقيمت في مصر.

من أهم الأسماء التي طبعت تاريخ كرة اليد المغربية، خصوصا في مرحلة التسعينات، اللاعب محمد براجع و المدرب نور الدين البوحديوي، الذي أشرف على تدريب المنتخب في مجموعة من نسخ كأس أفريقيا وكأس العالم.

## سجل النتائج فيبطولة العالم[3]
- 1995: 22
- 1997: 23
- 1999: 17
- 2001: 22
- 2003: 23
- 2007: 20
- 2021: 29

## سجل النتائج فيبطولة أفريقيا[4]
| السنة                | المركز   |              | السنة             | المركز |              | السنة | المركز |
| -------------------- | -------- | ------------ | ----------------- | ------ | ------------ | ----- | ------ |
| تونس 1974            | لم يُشارك | لم يُشارك     | البنين 1996       | 4      | الغابون 2018 | 4     |        |
| الجزائر 1976         | لم يُشارك | لم يُشارك     | جنوب أفريقيا 1998 | 5      | تونس 2020    | 6     |        |
| جمهورية الكونغو 1979 | لم يُشارك | لم يُشارك     | الجزائر 2000      | 4      | مصر 2022     | 3     |        |
| تونس 1981            | لم يُشارك | لم يُشارك     | المغرب 2002       | 4      |              |       |        |
| مصر 1983             | لم يُشارك | لم يُشارك     | مصر 2004          | 5      |              |       |        |
| تونس 1985            | لم يُشارك | لم يُشارك     | تونس 2006         | 3      |              |       |        |
| المغرب 1987          | 8        | أنغولا 2008  | 8                 |        |              |       |        |
| الجزائر 1989         | 5        | مصر 2010     | 6                 |        |              |       |        |
| مصر 1991             | 4        | المغرب 2012  | 4                 |        |              |       |        |
| ساحل العاج 1992      | 7        | الجزائر 2014 | 6                 |        |              |       |        |
| تونس 1994            | 4        | مصر 2016     | 6                 |        |              |       |        |

- يشير المستطيل الأحمر إلى أن البطولة أقيمت في المغرب.

## أهم المدربين
- نور الدين البوحديوي: المدرب الحالي، منذ 2013.
- محمد براجح: المدرب الحالي، 2016.

## أهم اللاعبين
- محمد براجع: في رصيده 274 مباراة دولية، و شارك رفقة المنتخب في 9 بطولات أفريقية و 6 بطولات عالمية. هو المدرب المساعد للمنتخب المغربي.[5]
- إسماعيل بوحديوي
- بنعيسى بوجنوني
- العربي مويسة

## التشكيلة الحالية
التشكيلة التي انتخبت للمشاركة في بطولة أفريقيا لكرة اليد للرجال 2014:
| اللاعب          | الفريق1         | الدولة1  |
| --------------- | --------------- | -------- |
| ياسين الإدريسي  | نادي نيم        | فرنسا    |
| عبد الرحيم أنور | الجيش الملكي    | المغرب   |
| عبد الرحيم شوحو | الكوكب المراكشي | المغرب   |
| خالد الفيل      | النادي المكناسي | المغرب   |
| هشام حمادي      | نادي ليبورن     | فرنسا    |
| محجوب الطاهيري  | مولودية مراكش   | المغرب   |
| هشام حكيمي      | مولودية مراكش   | المغرب   |
| أشرف عدلي       | مولودية مراكش   | المغرب   |
| مهدي محيس       | مولودية مراكش   | المغرب   |
| هشام بوركيب     | مولودية مراكش   | المغرب   |
| يونس طاطبي      | نادي ريز        | فرنسا    |
| محمد الزروالي   | نادي كاين       | المغرب   |
| سفيان إدير      | نادي كاين       | فرنسا    |
| سعيد أوكسير     | نادي إيستر      | فرنسا    |
| لحسن بليمام     | نادي الصفا      | السعودية |
| سمير كروش       | نهضة بركان      | المغرب   |

1:في إبان المنافسة المذكورة
- المدرب: نور الدين البوحديوي.
- المدرب المساعد: محمد براجع.